# 참새들의 합창
참새들의 합창(Avaze Gonjeshk-ha, The Song Of Sparrows)은 이란에서 제작된 마지드 마지디 감독의 2008년 드라마 영화이다. 레자 나지 등이 주연으로 출연하였고 마지드 마지디 등이 제작에 참여하였다.

## 출연

### 주연
- 레자 나지
- 오셍 아가지

### 조연
- 마리엄 악바리
- 캠랜 데그한

## 제작진
- 미술: 아쉬가르 네자디마니